# Emil Schüller

Emil Schüller

Emil Schüller (* 11. Januar 1843 in Elberfeld (heute Stadtteil von Wuppertal); † 8. Mai 1900 in Koblenz) war ein deutscher Jurist und von 1888 bis 1900 Oberbürgermeister von Koblenz. Damit war er zugleich Vertreter seiner Stadt im Preußischen Herrenhaus.

## Leben und Beruf
Schüller wurde als Sohn eines Notars geboren und studierte in Bonn und Heidelberg Rechtswissenschaften. 1862 wurde er Corpsschleifenträger der Rhenania Bonn. Er war zunächst Friedensrichter in Velbert und danach der erste Beigeordnete der Stadt Krefeld. Einstimmig wurde Schüller vom Koblenzer Stadtrat zum Oberbürgermeister von Koblenz gewählt und am 16. April 1888 in das Amt eingeführt. Am 25. Oktober 1899 wurde er wiederum einstimmig für eine zweite zwölfjährige Amtszeit wiedergewählt. Ein Jahr später verstarb Schüller jedoch im Alter von 57 Jahren an einem Herzinfarkt. Er war verheiratet mit Karola Schüller geb. Bamberger (1871–1926), nach der in Koblenz-Lay eine Straße und der Carolaturm benannt wurden. Schüller und seine Frau sind auf Feld 15 auf dem Hauptfriedhof Koblenz begraben.

## Wirken als Koblenzer Oberbürgermeister
Die zwölfjährige Amtszeit von Schüller zeichnete sich durch eine besondere Förderung der Entwicklung und den beginnenden Aufstieg der Stadt Koblenz aus. So kaufte der Oberbürgermeister nach Schleifung der Festung Koblenz (ab 1890) die Stadtbefestigung für 822.000 Mark. Das Siedlungsgebiet von Koblenz konnte nun erstmals aus den engen Stadtgrenzen ausbrechen und südlich des Walls entstand die Südliche Vorstadt. Nach Einebnung der Festungswälle entstanden an deren Stelle der Kaiser-Wilhelm-Ring und der Kaiserin-Augusta-Ring (heute Friedrich-Ebert-Ring und Moselring). An der Stelle des Löhrtors wurde ab 1900 die Herz-Jesu-Kirche und im Bereich des Mainzer Tors ab 1899, nach einer Spende von 100.000 Mark von Julius Wegeler, die Städtische Festhalle errichtet.
In seine Amtszeit fällt ebenso der Bau eines Abwasserkanalsystems (1892), der Umzug des Kaiserin-Augusta-Gymnasium (1894) in ein neues Gebäude, der Bau eines Gaswerks im Rauental (1897), die Einweihung des Kaiserin-Augusta-Denkmal (1896) und des Kaiser-Wilhelm I.-Denkmals am Deutschen Eck (1897), der Bau eines Elektrizitätswerks am Schützenhof (1898) und die Errichtung der Werftbahn an der Mosel sowie der dortigen Hafeneinrichtungen. Die Anforderungen an die Stadt zur Umsetzung dieser Projekte waren sehr hoch und belasteten die städtischen Finanzen enorm. Dazu kam noch der Kauf der Alten Burg 1897, die er sanieren ließ und dann der Stadtsparkasse zur Verfügung stellte. Nach Umzug des Kaiserin-Augusta-Gymnasiums konnte die Stadtverwaltung 1895 in das ehemalige Jesuitenkolleg umziehen. Bis heute ist das Gebäude das Rathaus der Stadt Koblenz.
Schüller erreichte ebenfalls die Eingemeindung von Neuendorf und Lützel am 1. Juli 1891 in die Stadt Koblenz. Die von ihm eingeleitete Eingemeindung von Moselweiß erlebte er allerdings nicht mehr, sie erfolgte 1902. Nach Schüllers Tod folgte ihm am 27. November 1900 Karl Ortmann im Amt des Oberbürgermeisters.

## Ehrungen
- 1900: Benennung einer Straße in der Südlichen Vorstadt von Koblenz in „Emil-Schüller-Straße“